# 鈴与清水FCラブリーレディース
鈴与清水FCラブリーレディース（すずよしみずエフシーラブリーレディース）は、かつて日本女子サッカーリーグ（L・リーグ）に所属していたチーム。静岡県清水市（現・静岡市清水区）を拠点として活動していたが、1998年シーズンを最後にL・リーグを脱退。翌年は東海女子リーグで活動したが1年で解散した。

## クラブの概要・歴史
1967年、清水市サッカー協会が市内の江尻小学校、入江小学校、庵原小学校の子供による選抜チーム「オール清水」が結成される。後に「清水FC」となるこのチームは、その後、各年代による選抜チームが作られ、1986年には女子チーム「清水FC女子」が結成された。
1989年の日本女子サッカーリーグ結成に伴い、それまでの選抜チームから独立したチームに転換することになり、皇后杯全日本女子サッカー選手権大会を7年連続で優勝した清水第八スポーツクラブの選手を中心とした新チーム「清水FCレディース」を結成。地元の物流会社「鈴与」がスポンサーとなった。
1990年には鈴与清水FCラブリーレディースに改名。半田悦子、木岡二葉など日本女子代表選手を数多く輩出し、日興證券ドリームレディース、読売ベレーザ、プリマハムくノ一とともにリーグ上位集団のひとつとなった。
しかし「リーグの運営に鈴与側の意見が反映されない。」との理由により、1998年を最後にL・リーグを脱退。撤退の発表は全日本女子サッカー選手権大会終了後の1999年1月22日に行われたが、そのわずか4日前の1月18日にシーズンの納会と新体制発表を行っていただけに突然のことであったといえる。
1999年からチームは東海女子リーグに参戦し、2000年1月に行われた全日本女子サッカー選手権大会にも参戦したが、これを最後に廃部となった。
廃部となった理由は女子代表が2000年シドニーオリンピックへの出場権を逃したことによる女子サッカーへの関心低下の他、同じ清水市をホームタウンとするJリーグの清水エスパルスが1998年にテレビ静岡の撤退により経営破綻に陥り、スポンサーの鈴与がエスパルスの運営にも参画することになったのも影響したといわれる。

## チーム成績
（L・リーグのみ）
註）1992年まで「勝ち点制」（勝ち2、引き分け1、負け0）を採用。また前後期制を採用した1993年以降の成績は年間順位。
| 回 | 年度 | チーム名                     | リーグ    | チーム数 | 試合 | 勝点 | 勝 | 分 | 敗 | 順位 |
| -- | ---- | ---------------------------- | --------- | -------- | ---- | ---- | -- | -- | -- | ---- |
| 1  | 1989 | 清水FCレディース             | JLSL      | 6        | 10   | 17   | 8  | 1  | 1  | 優勝 |
| 2  | 1990 | 鈴与清水FCラブリーレディース | JLSL      | 6        | 15   | 22   | 10 | 2  | 3  | 2位  |
| 3  | 1991 | 鈴与清水FCラブリーレディース | JLSL      | 10       | 18   | 30   | 14 | 2  | 2  | 2位  |
| 4  | 1992 | 鈴与清水FCラブリーレディース | JLSL      | 10       | 18   | 30   | 14 | 2  | 2  | 2位  |
| 5  | 1993 | 鈴与清水FCラブリーレディース | JLSL      | 10       | 18   | --   | 14 | -- | 4  | 2位  |
| 6  | 1994 | 鈴与清水FCラブリーレディース | L・リーグ | 10       | 18   | --   | 12 | -- | 6  | 4位  |
| 7  | 1995 | 鈴与清水FCラブリーレディース | L・リーグ | 10       | 18   | --   | 10 | -- | 8  | 3位  |
| 8  | 1996 | 鈴与清水FCラブリーレディース | L・リーグ | 10       | 18   | --   | 9  | -- | 9  | 4位  |
| 9  | 1997 | 鈴与清水FCラブリーレディース | L・リーグ | 10       | 18   | --   | 10 | -- | 8  | 4位  |
| 10 | 1998 | 鈴与清水FCラブリーレディース | L・リーグ | 10       | 18   | --   | 13 | -- | 5  | 3位  |

## 獲得タイトル
- 日本女子サッカーリーグ：1回
  - 第1回日本女子サッカーリーグ（1989年）
- 全日本女子選手権：1回
  - 第13回全日本女子サッカー選手権大会（1991年）
- 全日本選抜女子サッカー大会：3回
- 全国レディースサッカー大会：6回

## チーム名変遷
- 1989年 清水FCレディース
- 1990年 - 1999年 鈴与清水FCラブリーレディース

## チームカラー
- チームカラーは青

## 歴代監督
（日本女子サッカーリーグ開幕以降）
- 1989 - 1991年 薩川昌之
- 1992年 内山貫之
- 1993 - 1994年 足立高浩
- 1995 - 1996年 長澤和明
- 1997 - 1998年 望月保次
- 1999年 杉本雅央

## かつて所属していた選手
- GK
  - 寺谷真弓
- DF
  - 山口小百合（日本女子代表）
- MF
  - 木岡二葉（日本女子代表／JFA役員／女子サッカーFIFA親善大使 (FIFA Ambassadors for Women's Football) ）
  - ナタリー・ゲーリス（オランダ女子代表）
- FW
  - 半田悦子（日本女子代表／JFA公認S級コーチ）
  - 周台英（チャイニーズタイペイ女子代表）
  - 長峯かおり（日本女子代表）
  - 泉美幸（日本女子代表）
  - アンネリ・アンデレン (de:Anneli_Andelén) （スウェーデン女子代表）
  - 津波古友美子（岡山湯郷Belle）